# هاينز ميلر
هاينز ميلر (بالإنجليزية: Haynes Miller) هو رياضياتي وأستاذ جامعي أمريكي، ولد في 1948 في برينستون في الولايات المتحدة.